# ジェイ・グールド
ジェイソン・"ジェイ"・グールド（英: Jason "Jay" Gould、1836年5月27日-1892年12月2日）は、アメリカ合衆国の資本家であり、アメリカの指導的鉄道開発家、また投機家でもあった。長い間典型的な泥棒男爵（悪徳資本家）と誹られてきた。ウエスタンユニオン電信会社を支配したような、建設投資が再評価されている。

## 生い立ちと初期の経歴
グールドはニューヨーク州ロクスベリーで、ジョン・バー・グールド（1792年-1866年）とメアリー・ムーア・グールド（1798年-1841年）夫妻の息子として生まれた。父はイギリス人の血を引いており、母はスコットランド人の子孫だった。
グールドはホバート・アカデミーで学んだが、16歳の時に退学し、父の金物商の手伝いを始めた。その後も独学で勉強を続け、測量や数学に強くなった。後にはニューヨーク州西部で製材業や革なめし業で働き、さらにはペンシルベニア州モンロー郡ストラウズバーグで銀行業に関わるようになった。

## 結婚

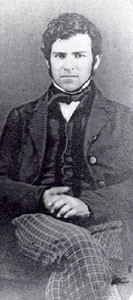
1855年のジェイ・グールド

グールドは1863年にヘレン・デイ・ミラー（1838年 - 1889年）と結婚し、次の6人の子供が生まれた。
- ジョージ・ジェイ・グールド1世（1864年 - 1923年）、エディス・M・キングドン（1864年-1921年）と結婚[1]
- エドウィン・グールド1世（1866年 - 1933年）、サラ・キャンティーン・シュラディと結婚[2]
- ヘレン・ミラー・グールド（1868年 - 1938年）、フィンリー・ジョンソン・シェパード（1867年 - 1942年）と結婚[3]
- ハワード・グールド（1871年 - 1959年）、ヴィオラ・キャサリン・クレモンスと1898年10月12日に結婚。その後1937年女優グレテ・モスハイムと再婚[4]
- アンナ・グールド（1875年 - 1961年）、カステラン伯ポール・アーネスト・ボニフェイス（1867年-1932年）と結婚。離婚後、第5代タレイラン公爵、第5代ディ公爵、第4代サガン公爵にしてサガン侯爵のエリー・ド・タレイラン＝ペリゴール（1858年 - 1937年）と再婚[5]
- フランク・ジェイ・グールド（1877年 - 1956年）、ヘレン・ケリーと結婚、エディス・ケリーと再婚、さらにフロレンス・ラ・ケイズ（1895年-1983年）と再婚[6]。

## ツイードの環
グールドとジェイムズ・フィスク（資本家）がタマニーホールに関わるようになったのは同じ時期だった。彼等はタマニーの領袖だったウィリアム・M・トウィード（ボス・トウィード）をエリー鉄道の社長にし、トウィードはその見返りに彼等に有利な法律を手配した。トウィードとグールドは1869年にトマス・ナストの政治風刺漫画の題材にされた。1871年10月、トウィードが100万ドルの保釈金を積んだとき、グールドが主保証人になった。

## 暗黒の金曜日
1869年8月、グールドとフィスクは、金価格の上昇が西部の農夫の売りたい小麦価格を上昇させ、東部のパン原料輸送料を増やし、エリー鉄道の荷受量増加に繋がることを期待して、市場買い占めのために金を買い始めた。この期間、グールドはユリシーズ・グラント大統領の義弟アベル・コービンとの接触を利用して、大統領とその国務長官ホレス・ポーターへの影響力行使を図った。この金投機が1869年9月24日の暗黒の金曜日と言われる恐慌まで登り詰め、20ドル金貨表面価格に対する割増率は62％から35％まで下がった。グールドはこの操作で名目利益を得たが、その後の訴訟でそれを失った。
この金買い占めで、市場を意のままに上下させることができる全能の人間として新聞界におけるグールドの評判ができた。グールドの残りの人生で、新聞記者が他では説明できない市場展開の大半をグールドのせいにすることになった。

## ゴードン＝ゴードン卿
1873年、グールドは、移民用の土地を物色していたキャンベル氏族の従兄弟、ゴードン＝ゴードン卿からの海外投資を得ることでエリー鉄道を支配しようとした。グールドはゴードン＝ゴードンに株式で10万ドルの賄賂を贈った。しかし、ゴードン＝ゴードンは詐欺師であり、直ぐにその株を現金に換えた。グールドはゴードン＝ゴードンを告発し、その裁判は1873年3月に行われた。ゴードン＝ゴードンは法廷でヨーロッパの有力者の名前を出して召還を請求し、その照会が行われる間に保釈を認められた。ゴードン＝ゴードンはこの機会を利用してカナダに逃亡し、そこで当局を彼に対する告発は嘘だと説得した。
グールドは、カナダ当局にゴードン＝ゴードン引き渡しを要求して失敗した後、後にミネソタ州知事になった者2人と、合衆国下院議員になった者3人を含む仲間達と、ゴードン＝ゴードンの誘拐を試みた。この集団は成功したが、アメリカ合衆国に戻る前に王立カナダ騎馬警察に止められ逮捕された。誘拐実行者達は監獄に入れられ、保釈も拒否された。これがアメリカとカナダの間の国際問題になった。誘拐実行者達が保釈されないことを知ったミネソタ州知事ホレス・オースティンはその帰還を要求し、州兵に即応体制を取らせた。多くのミネソタ州人が全軍でのカナダ侵攻を志願した。しかし、交渉によってカナダ当局は誘拐実行者達を保釈で解放した。
この出来事全体のために、グールドはエリー鉄道支配の可能性を失った。

## 鉄道と電信

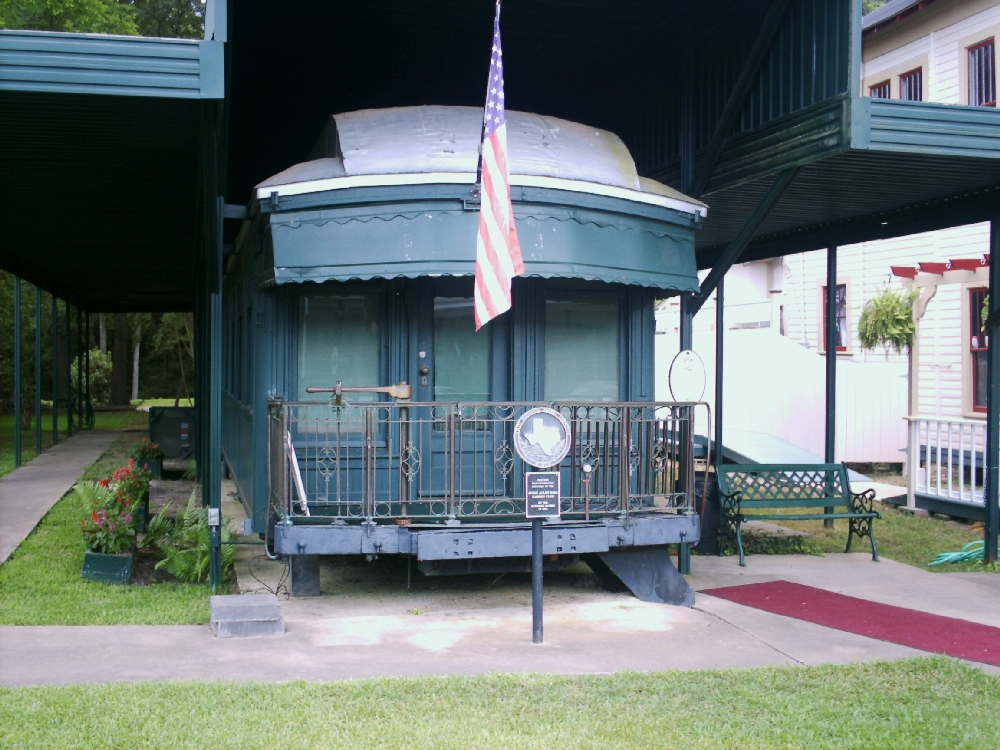
ジェイ・グールドのプルマン社の客車 "Atalanta"
現在はテキサス州ジェファーソンで保管。プルマン社の株式はジョージ・ピーボディが保有し、多くの財産を築いた。

1879年、グールドはユニオン・パシフィック鉄道やミズーリ・パシフィック鉄道を含み西部の鉄道4社を支配した。彼はこうして中西部の鉄道システムを作り上げることを始めた。同1879年、インターナショナル・オーシャン電信会社（International Ocean Telegraph Company）の支配権を掌握した。1880年には1万マイル (16,000 km) の鉄道を支配し、これは当時のアメリカ合衆国全体の鉄道路線のほぼ9分の1となり、グールドは1882年までにその15％を支配するようになった。1881年以降はニューヨーク市の高架鉄道も手に入れた。グールドは1833年に連邦政府に対する負債で政治的論争の渦中にあったユニオン・パシフィックの管理から撤退し、それで大きな利潤を得た。
グールドはまたウエスタンユニオン電信会社を支配するようになった。そして、ウェスタンユニオンのために①最初に取得したインターナショナル・オーシャン電信会社を99年の期限付きで借り受け、②アメリカン・ユニオン電信会社と、同社を通してそのカナダの持株会社を取得できるよう取り計らった。すなわち、ウェスタンユニオンのシステムは、物理的に大西洋横断電信ケーブルと結合され、さらに金融的にもカナダの通信システムと結合された。1883年12月12日、コマーシャル・ケーブル会社（Commercial Cable Company）が創設され、グールドによる電信・ケーブル敷設の独占を打ち破った。
1868年から1888年の期間に、グールドは合衆国最大の鉄道財務運営会社の多くに関係を持った。1886年サウスウェスト鉄道大ストライキの間にはスト破りを雇った。労働組合活動家に拠れば、当時グールドは「私なら労働階級の半分を雇って残り半分を殺すこともできる」と言ったと言われている。

## 死と遺産

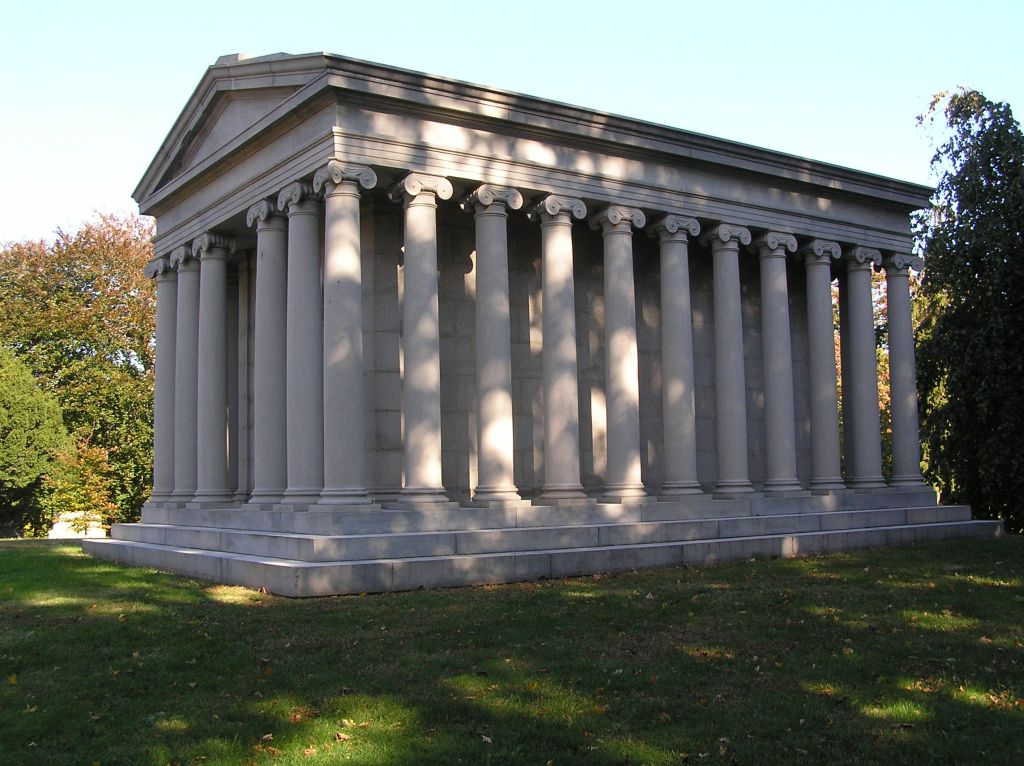
ウッドローン墓地にあるグールド廟

グールドは1892年12月2日に結核で死に、ニューヨーク市ブロンクス区のウッドローン墓地に埋葬された。その資産は控えめに見積もっても課税対象額で7,200万ドルはあった。1870年代から慈善事業に寄付していたものの、全財産をその家族に遺した。その死の時、グールドはニューヨーク州ロクスベリーの改革派教会、現在はジェイ・グールド記念改革派教会の再建の後援者だった。その家族廟はアイルランドのフランシス・オハラ（1830年 - 1900年）が設計した。グールドの廟には外部からそれと分かる表示は無い。

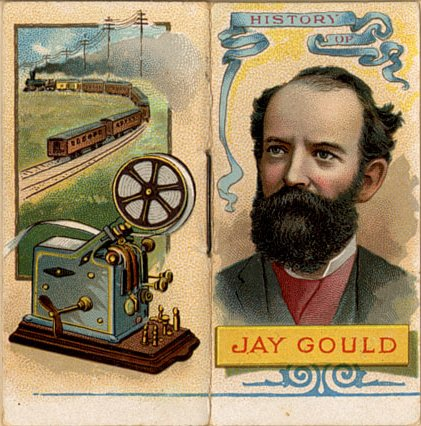
デューク煙草の煙草カード、グールドが鉄道、株式および電信に関わっていることを示している

グールドの生きた時代およびその後の1世紀、グールドは泥棒男爵と呼ばれる19世紀アメリカの実業家の中でも最も無節操な者としての評判が固まっていた。グールドは何度もその競争相手に自分が負けたと信じさせ、その後に法律や契約上の抜け道を生じさせて、事態を完全に反転させ自分の利益に繋げた。株式操作やインサイダー取引（当時は合法だったが顰蹙をかった）で資本を蓄積することや敵対的乗っ取りの実行あるいは防衛に罪の意識を感じなかった。その結果、当時の実業家はグールドを信用せず、彼がその事業に入ってくるとしばしば侮蔑の心を表した。それでもジョン・ロックフェラーはこれまで会った者の中でも最もスキルの高い実業家としてグールドの名前を挙げた。
ニューヨーク市の新聞は伝記作家が事実だとして渡したグールドに関する多くの噂を掲載した。例えば、グールドが革なめし業での取引でその共同経営者チャールズ・ループを自殺に追い遣ったというようなことである。実際のループは、今なら精神科医が双極性障害の兆候と診断する躁と鬱の兆しがあり、その家族は事業の取引ではなくこの病気がループの死に関わったことを知っていた。これら伝記作家は、グールドが事業から金を引き出し、事業を改善することには興味の無い寄生虫のような者としてグールドを描いた。グールドはその名前や商才、さらには大きな鼻の故にしばしばユダヤ人ではないかと疑われ、反ユダヤ主義の風刺漫画に描かれた。しかし、グールドは長老派教会員として生まれており、米国聖公会員と結婚した。
モール・クラインやエドワード・ルネハンのような極く最近の伝記作家は、一次資料に多くの注意を払ってグールドの経歴を最精査した。彼等は以前の資料では作り事が事実をしばしば圧倒していると結論づけた。

## 年譜

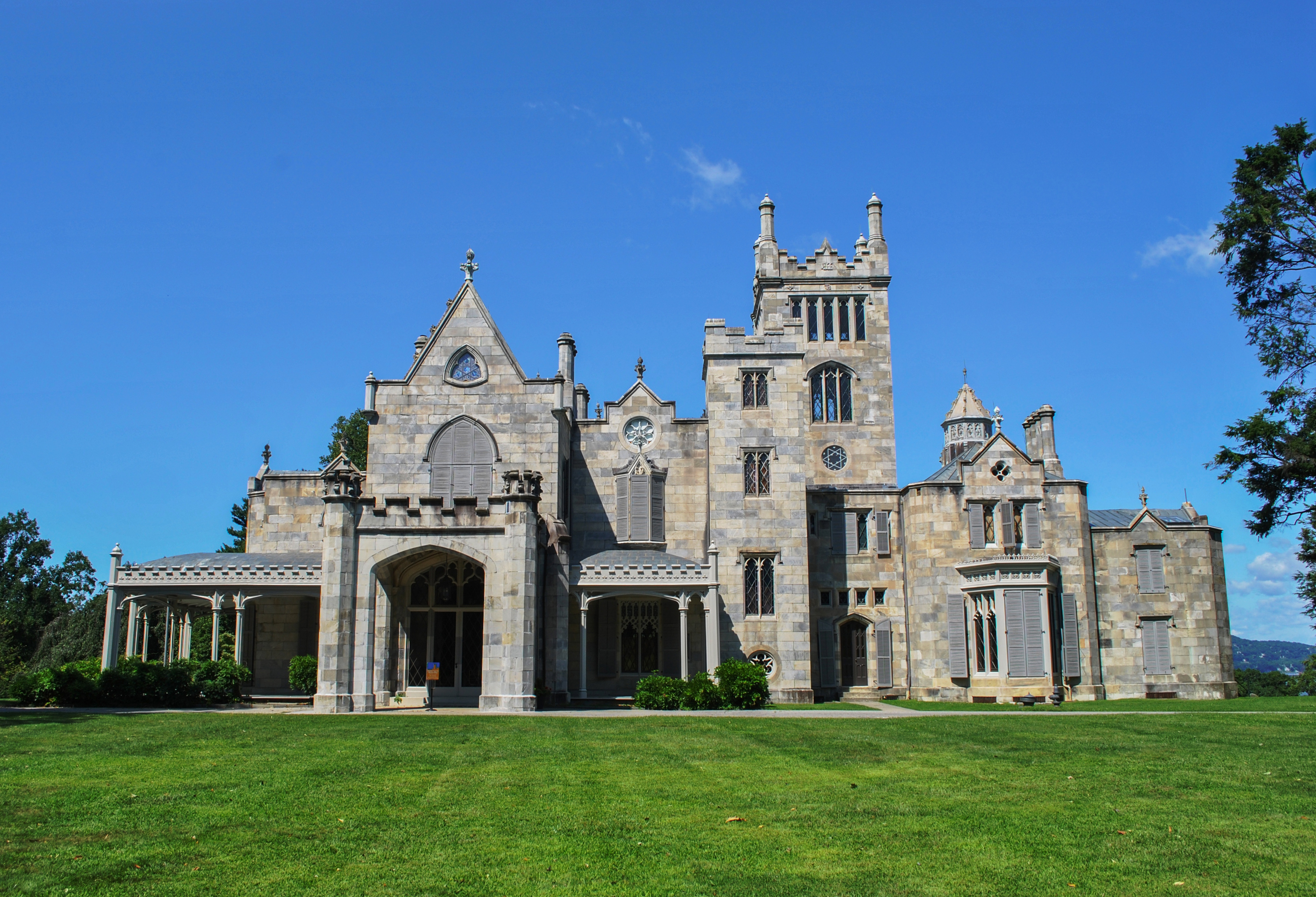
グールドのカントリーハウス（ニューヨーク州タリータウン）

- 1836年 ジェイ・グールド誕生、本名ジェイソン・グールド
- 1841年 母メアリー・ムーア・グールド死亡
- 1850年 アメリカ合衆国国勢調査ではニューヨーク州ロクスベリー在
- 1856年 『デラウェア郡の歴史』出版
- 1863年 ヘレン・デイ・ミラー（1838年-1889年）と結婚
- 1864年 長男ジョージ・ジェイ・グールド1世誕生
- 1866年 父ジョン・バー・グールド死亡
- 1866年 次男エドウィン・グールド1世誕生
- 1868年 長女ヘレン・ミラー・グールド誕生
- 1869年 暗黒の金曜日
- 1870年 アメリカ合衆国国勢調査ではマンハッタンに第1の住居
- 1870年 アメリカ合衆国国勢調査ではマンハッタンに第2の住居
- 1871年 三男ハワード・グールド誕生
- 1875年 次女アンナ・グールド誕生
- 1877年 四男フランク・ジェイ・グールド誕生
- 1880年 ジョージ・メリットの未亡人からリンドハーストの土地を購入
- 1880年 アメリカ合衆国国勢調査ではニューヨーク州タリータウン在
- 1889年 妻ヘレン・デイ・ミラー死亡
- 1892年 ジェイ・グールド死亡